# (1431) Луанда
(1431) Луанда (порт. Luanda) — типичный астероид главного пояса, который был открыт 29 июля 1937 года южноафриканским астрономом Сирилом Джексоном в обсерватории Йоханнесбурга и был назван в честь столицы Анголы — Луанды. 

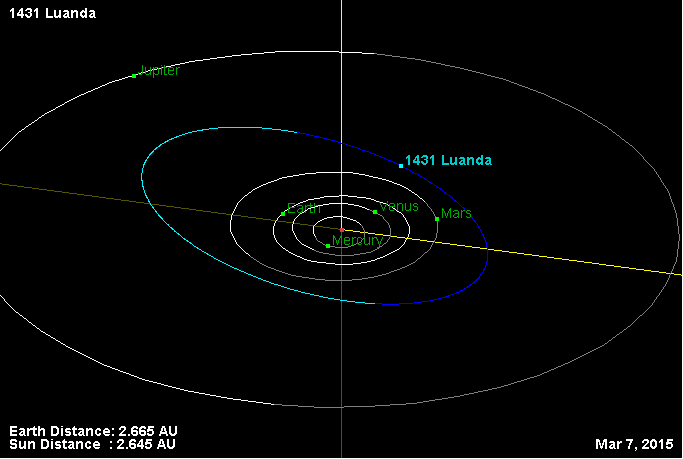
Орбита астероида Луанда и его положение в Солнечной системе